# Zdeněk Malcharek
Zdeněk Malcharek (* 6. července 1962) je bývalý český fotbalový záložník. Jeho syn Pavel Malcharek je ligový fotbalista.

## Fotbalová kariéra
Hrál za TJ Vítkovice a Duklu Praha. Získal ligový titul v sezóně 1985/1986 s Vítkovicemi. Po skončení aktivní kariéry trénuje na regionální úrovni.